# Seznam epizod serije Ljubke lažnivke
Ljubke lažnivke je ameriška televizijska drama, ki se je prvič predvajala na ABC Family 9. junija 2010. Ustvarila jo je I. Marlene King, serija temelji na knjigah Ljubke Lažnivke, ki jih je napisala Sara Shepard. Na začetku je ABC Family razpisal 10 epizod, vendar nato so dodali 12 epizod za prvo sezono, 28. junija 2010.
| Sezona | Sezona | Epizode | Originalno predvajano | Originalno predvajano | datum izišlega DVD -ja | datum izišlega DVD -ja | datum izišlega DVD -ja |
| Sezona | Sezona | Epizode | Prvič Predvajano      | Zadnjič predvajano    | Regija 1               | Regija 2               | Regija 4               |
| ------ | ------ | ------- | --------------------- | --------------------- | ---------------------- | ---------------------- | ---------------------- |
|        | 1      | 22      | 8. junij 2010         | 21. marec 2011        | 7. junij 2011          | 24. september 2012     | 2. november 2011       |
|        | 2      | 25      | 14. junij 2011        | 19. marec 2012        | 5. junij 2012          | 9. november 2013       | 3. oktober 2012        |
|        | 3      | 24      | 5. junij 2012         | 19. marec 2013        | 4. junij 2013          | 21. april 2014         | 19. junij 2013         |
|        | 4      | 24      | 11. junij 2013        | 18. marec 2014        | 3. junij 2014          | 29. september 2014     | TBA                    |
|        | 5      | 25      | 10. junij 2014        | TBA                   | TBA                    | TBA                    | TBA                    |

## Episode

### Sezona 1
| Št. v seriji | Št. v sezoni | Naslov                 | Slovenski naslov        | Direktor je         | Napisal je       | Predvajano     | U.S. gledalci (v milijonih) |
| ------------ | ------------ | ---------------------- | ----------------------- | ------------------- | ---------------- | -------------- | --------------------------- |
| 1            | 1            | Pilot                  | Kako se je vse začelo   | Lesli Linka Glatter | I. Marlene King  | 8. junij 2010  | 2.47                        |
| 2            | 2            | The Jenna Thing        | Stvar z Jenno           | Liz Friedlander     | I. Marlene King  | 15. junij 2010 | 2.48                        |
| 3            | 3            | To Kill a Mocking Girl | Ubiti posmehovano dekle | Elodie Keene        | Oliver Goldstick | 22. junij 2010 | 2.74                        |
| 4            | 4            | Can You Hear Me Now?   | Me slišiš sedaj?        | Norman Buckley      | Joseph Dougherty | 29. junij 2010 | 2.08                        |
| 5            | 5            | Reality Bites Me       | Resnica boli            | Wendey Stanzler     | Bryan M. Holdman | 6. julij 2010  | 2.74                        |